# それいけノンタック
『それいけノンタック』は、1985年4月8日から1992年3月9日までNHK教育テレビジョンで放送されていた小学校1年生向けの学校放送（教科：社会科）である。

## 概要
のんびり屋の少年タック(通称:ノンタック)が、大好きなおばあちゃんから貰った魔法のめがねの力で学校や住んでいる町などにある様々な物に話しかけ、それによって社会の仕組みを学ぶ模様を放送していた。
魔法のめがねの力を発動させる時の呪文「おでこのめがねで、でこでこ、でこり〜ん！」はお決まりのフレーズであった。

## 放送時間
いずれも日本標準時、別の時間帯での再放送あり。
| 期間                         | 放送時間             |
| ---------------------------- | -------------------- |
| 1985年4月8日 - 1990年3月19日 | 月曜日 09:30 - 09:45 |
| 1990年4月2日 - 1992年3月9日  | 月曜日 11:30 - 11:45 |

## 出演者

### おばあちゃん
- 京田尚子（1985年度 - 1989年度）[3]
- 島田果枝（1990年度 - 1991年度）[3]

### 人形
- ノンタックの声 - 菅谷政子[3]
- 物の精の声 - 三田ゆう子[3]

## スタッフ
- 脚本 - 佐久間崇
- 人形制作 - のだぼくし[3]、いなうらあきこ[3]
- 人形操作 - 岡野誠[3]、原田克彦[3]
- ディレクター - 湯山貢代